# Dolany (ort i Tjeckien, lat 50,38, long 15,96)
Dolany är en ort i Tjeckien. Den ligger i den nordöstra delen av landet, 110 km öster om huvudstaden Prag. Dolany ligger 274 meter över havet och antalet invånare är 629.
Terrängen runt Dolany är platt åt sydost, men åt nordväst är den kuperad. Runt Dolany är det ganska glesbefolkat, med 40 invånare per kvadratkilometer. Närmaste större samhälle är Jaroměř, 3,9 km sydväst om Dolany. Trakten runt Dolany består till största delen av jordbruksmark.